# Введенская церковь (Комарно)
Введенская церковь (серб. Црква Ваведења Пресвете Богородице, словац. Kostol pravoslávnej cirkvi Presvätej Bohorodičky, венг. Ráctemplom) — храм Прешовской епархии Православной церкви Чешских земель и Словакии в городе Комарно в Словакии.

## История
Первая православная церковь, посвящённая Введению во храм Пресвятой Богородицы, была освящена 17 мая 1511 года. Её построили сербские монахи из Хиландара. В 1648 году была проведена реконструкция Коморанской крепости, в связи с чем старая церковь была снесена. Была построена новая церковь, но в связи с очередной перестройкой города она тоже была снесена. Третья церковь была сооружена в 1665 году.
Сохранился «Протокол православной церковной общины», в котором велась хроника жизни православной сербской общины с 1659 по 1777 год. В нём указаны имена коморанских эпитропов: Петар Капелет (1659-1692), Адам Фальдравия (1692-1718), Йован Станкович (1718-1726), Георгий Фельдравия (1726-1734), Петар Маркович (1734-1738), Георгий Станкович (1738-1744), Петар Маркович (1744-1748), Йован Фейервария (1748-1765) и Лазарь Пешти (1765-1773).
Современный храм был построен в 1753—1754 годах сербской общиной города, в результате полной перестройки старой церкви. В 1756 году храм был освящён епископом Будимским Дионисием (Новаковичем), но уже в 1760 году он сгорел. Строительные работы были завершены в 1770 году. Храм построен из камня в барочном стиле. Длина здания составляет 28,44 метра, ширина — 7,58 метров, высота (с колокольней) — 30,33 метра.
17 сентября 1848 года Комаром был охвачен пожаром, в результате которого большая часть города сгорела. Храм также серьёзно пострадал. В 1850 году Антал Плистер вылил новые колокола, взамен расплавившихся при пожаре. Ремонт церкви был закончен в 1851 году, но высокая колокольня так и не была восстановлена в прежнем виде.
Со временем сербская община города практически полностью исчезла. В конце 1960-х годах в храме был открыт музей. В 1998 году богослужебная жизнь была возрождена.